# Савски Венац (община)
Савски венац (на сръбски: Општина Савски венац) е градска община, част от Белградски окръг. Заема площ от 14 км2.

## Население
Населението на общината възлиза на 42 505 души (2002).
Етнически състав
- сърби – 36 928 (86,87%) души
- югославяни – 952 (2,23%) души
- черногорци – 878 (2,06%) души
- хървати – 356 (0,83%) души
- цигани – 276 (0,64%) души
- македонци – 239 (0,56) души
- мюсюлмани – 157 (0,36%) души
- словенци – 109 (0,25%) души
- горанци – 109 (0,25%) души
- унгарци – 63 (0,14%) души
- бошняци – 47 (0,11%) души
- руснаци – 39 (0,09%) души
- албанци – 35 (0,08%) души
- българи – 30 (0,07%) души
- германци – 25 (0,05%) души
- румънци – 22 (0,05%) души
- словаци – 19 (0,04%) души
- буневци – 13 (0,03%) души
- украинци – 9 (0,02%) души
- чехи – 6 (0,01%) души
- русини – 4 души
- власи – 2 души
- недекларирали – 593 (1,39%) души